# Aust-Agder (circonscription électorale)
La circonscription électorale d'Aust-Agder est une circonscription électorale de la Norvège, utilisée pour les élections législatives.
Ses frontières correspondent au comté du même nom.

## Résultats

### Années 2020

#### 2025
Résultats à venir

#### 2021
| Parti                  | Parti                                      | Voix   | %     | +/-  | Sièges | +/-           | A.S.c. |
| ---------------------- | ------------------------------------------ | ------ | ----- | ---- | ------ | ------------- | ------ |
|                        | Parti travailliste (Ap)                    | 16 147 | 24,53 | 0,91 | 1      | en stagnation | -      |
|                        | Parti conservateur (H)                     | 13 305 | 20,21 | 5,44 | 1      | en stagnation | -      |
|                        | Parti du centre (Sp)                       | 8 907  | 13,53 | 5,22 | 1      | 1             | -      |
|                        | Parti du progrès (FrP)                     | 8 728  | 13,26 | 4,02 | 0      | 1             | +1     |
|                        | Parti populaire chrétien (KrF)             | 5 749  | 8,73  | 1,08 | 0      | en stagnation | -      |
|                        | Parti socialiste de gauche (SV)            | 3 644  | 5,54  | 1,58 | 0      | en stagnation | -      |
|                        | Parti rouge (R)                            | 2 456  | 3,73  | 2,48 | 0      | en stagnation | -      |
|                        | Parti libéral (V)                          | 2 136  | 3,24  | 0,03 | 0      | en stagnation | -      |
|                        | Parti de l'environnement - Les Verts (MDG) | 1 976  | 3,00  | 0,41 | 0      | en stagnation | -      |
|                        | Démocrates de Norvège (DiN)                | 917    | 1,39  | 1,23 | 0      | en stagnation | -      |
|                        | Autres                                     | 1 870  | 2,84  | -    | 0      | -             |        |
|                        |                                            |        |       |      |        |               |        |
| Votes valides          | Votes valides                              | 65 835 | 99,37 |      |        |               |        |
| Votes blancs           | Votes blancs                               | 342    | 0,52  |      |        |               |        |
| Votes nuls             | Votes nuls                                 | 70     | 0,11  |      |        |               |        |
| Total                  | Total                                      | 66 247 | 100   | -    | 3      | en stagnation | 1      |
| Abstention             | Abstention                                 | 21 053 | 24,12 |      |        |               |        |
| Inscrits/Participation | Inscrits/Participation                     | 87 300 | 75,88 |      |        |               |        |

### Années 2010

#### 2017
| Parti                  | Parti                                      | Voix   | %     | +/-  | Sièges | +/-           | A.S.c. |
| ---------------------- | ------------------------------------------ | ------ | ----- | ---- | ------ | ------------- | ------ |
|                        | Parti conservateur (H)                     | 16 614 | 25,65 | 0,27 | 1      | en stagnation | -      |
|                        | Parti travailliste (Ap)                    | 16 481 | 25,44 | 2,58 | 1      | en stagnation | -      |
|                        | Parti du progrès (FrP)                     | 11 195 | 17,28 | 0,65 | 1      | en stagnation | -      |
|                        | Parti populaire chrétien (KrF)             | 6 352  | 9,81  | 1,35 | 0      | en stagnation | +1     |
|                        | Parti du centre (Sp)                       | 5 385  | 8,31  | 3,83 | 0      | en stagnation | -      |
|                        | Parti socialiste de gauche (SV)            | 2 562  | 3,96  | 1,33 | 0      | en stagnation | -      |
|                        | Parti libéral (V)                          | 2 121  | 3,27  | 1,55 | 0      | en stagnation | -      |
|                        | Parti de l'environnement - Les Verts (MDG) | 1 676  | 2,59  | 0,62 | 0      | en stagnation | -      |
|                        | Parti rouge (R)                            | 807    | 1,25  | 0,70 | 0      | en stagnation | -      |
|                        | Autres                                     | 1 583  | 2,44  | -    | 0      | -             |        |
|                        |                                            |        |       |      |        |               |        |
| Votes valides          | Votes valides                              | 64 776 | 99,34 |      |        |               |        |
| Votes blancs           | Votes blancs                               | 333    | 0,51  |      |        |               |        |
| Votes nuls             | Votes nuls                                 | 97     | 0,15  |      |        |               |        |
| Total                  | Total                                      | 65 206 | 100   | -    | 3      | en stagnation | 1      |
| Abstention             | Abstention                                 | 19 220 | 22,77 |      |        |               |        |
| Inscrits/Participation | Inscrits/Participation                     | 84 426 | 77,23 |      |        |               |        |

#### 2013
| Parti                  | Parti                                      | Voix   | %     | +/-  | Sièges | +/-           | A.S.c. |
| ---------------------- | ------------------------------------------ | ------ | ----- | ---- | ------ | ------------- | ------ |
|                        | Parti travailliste (Ap)                    | 17 623 | 28,02 | 4,48 | 1      | en stagnation | -      |
|                        | Parti conservateur (H)                     | 16 303 | 25,92 | 9,62 | 1      | en stagnation | -      |
|                        | Parti du progrès (FrP)                     | 11 278 | 17,93 | 8,13 | 1      | en stagnation | -      |
|                        | Parti populaire chrétien (KrF)             | 7 019  | 11,16 | 0,02 | 0      | en stagnation | +1     |
|                        | Parti libéral (V)                          | 3 033  | 4,82  | 1,38 | 0      | en stagnation | -      |
|                        | Parti du centre (Sp)                       | 2 815  | 4,48  | 0,10 | 0      | en stagnation | -      |
|                        | Parti socialiste de gauche (SV)            | 1 652  | 2,63  | 1,71 | 0      | en stagnation | -      |
|                        | Parti de l'environnement - Les Verts (MDG) | 1 242  | 1,97  | 1,72 | 0      | en stagnation | -      |
|                        | Parti chrétien (PDK)                       | 862    | 1,37  | Nv.  | 0      | en stagnation | -      |
|                        | Autres                                     | 1 073  | 1,71  | -    | 0      | -             |        |
|                        |                                            |        |       |      |        |               |        |
| Votes valides          | Votes valides                              | 62 900 | 99,33 |      |        |               |        |
| Votes blancs           | Votes blancs                               | 315    | 0,50  |      |        |               |        |
| Votes nuls             | Votes nuls                                 | 110    | 0,17  |      |        |               |        |
| Total                  | Total                                      | 63 325 | 100   | -    | 3      | en stagnation | 1      |
| Abstention             | Abstention                                 | 18 539 | 22,65 |      |        |               |        |
| Inscrits/Participation | Inscrits/Participation                     | 81 864 | 77,35 |      |        |               |        |

### Années 2000

#### 2009
| Parti                  | Parti                           | Voix   | %     | +/-  | Sièges | +/-           | A.S.c. |
| ---------------------- | ------------------------------- | ------ | ----- | ---- | ------ | ------------- | ------ |
|                        | Parti travailliste (Ap)         | 19 377 | 32,50 | 3,52 | 1      | 1             | -      |
|                        | Parti du progrès (FrP)          | 15 538 | 26,06 | 1,08 | 1      | en stagnation | -      |
|                        | Parti conservateur (H)          | 9 721  | 16,30 | 3,61 | 1      | 1             | -      |
|                        | Parti populaire chrétien (KrF)  | 6 663  | 11,18 | 1,53 | 0      | en stagnation | +1     |
|                        | Parti du centre (Sp)            | 2 609  | 4,38  | 0,90 | 0      | en stagnation | -      |
|                        | Parti socialiste de gauche (SV) | 2 588  | 4,34  | 3,44 | 0      | en stagnation | -      |
|                        | Parti libéral (V)               | 2 054  | 3,44  | 1,95 | 0      | en stagnation | -      |
|                        | Autres                          | 1 073  | 1,80  | -    | 0      | -             |        |
|                        |                                 |        |       |      |        |               |        |
| Votes valides          | Votes valides                   | 59 623 | 99,58 |      |        |               |        |
| Votes blancs           | Votes blancs                    | 219    | 0,37  |      |        |               |        |
| Votes nuls             | Votes nuls                      | 28     | 0,05  |      |        |               |        |
| Total                  | Total                           | 59 870 | 100   | -    | 3      | en stagnation | 1      |
| Abstention             | Abstention                      | 19 619 | 24,68 |      |        |               |        |
| Inscrits/Participation | Inscrits/Participation          | 79 489 | 75,32 |      |        |               |        |

#### 2005
| Parti                  | Parti                           | Voix   | %     | +/-  | Sièges | +/-           | A.S.c. |
| ---------------------- | ------------------------------- | ------ | ----- | ---- | ------ | ------------- | ------ |
|                        | Parti travailliste (Ap)         | 16 987 | 28,98 | 9,18 | 2      | 1             | -      |
|                        | Parti du progrès (FrP)          | 14 641 | 24,98 | 8,41 | 1      | en stagnation | -      |
|                        | Parti populaire chrétien (KrF)  | 7 452  | 12,71 | 7,76 | 0      | 1             | +1     |
|                        | Parti conservateur (H)          | 7 436  | 12,69 | 8,26 | 0      | 1             | -      |
|                        | Parti socialiste de gauche (SV) | 4 560  | 7,78  | 3,32 | 0      | en stagnation | -      |
|                        | Parti libéral (V)               | 3 158  | 5,39  | 1,48 | 0      | en stagnation | -      |
|                        | Parti du centre (Sp)            | 3 093  | 5,28  | 1,10 | 0      | en stagnation | -      |
|                        | Autres                          | 1 284  | 2,19  | -    | 0      | -             |        |
|                        |                                 |        |       |      |        |               |        |
| Votes valides          | Votes valides                   | 58 611 | 99,57 |      |        |               |        |
| Votes blancs           | Votes blancs                    | 228    | 0,39  |      |        |               |        |
| Votes nuls             | Votes nuls                      | 28     | 0,05  |      |        |               |        |
| Total                  | Total                           | 58 867 | 100   | -    | 3      | 1             | 1      |
| Abstention             | Abstention                      | 18 397 | 23,81 |      |        |               |        |
| Inscrits/Participation | Inscrits/Participation          | 77 264 | 76,19 |      |        |               |        |

#### 2001
| Parti                  | Parti                           | Voix   | %     | +/-   | Sièges | +/-           | A.S.c. |
| ---------------------- | ------------------------------- | ------ | ----- | ----- | ------ | ------------- | ------ |
|                        | Parti conservateur (H)          | 11 724 | 20,95 | 7,69  | 1      | 1             | -      |
|                        | Parti populaire chrétien (KrF)  | 11 459 | 20,47 | 0,26  | 1      | en stagnation | -      |
|                        | Parti travailliste (Ap)         | 11 083 | 19,80 | 10,64 | 1      | 1             | -      |
|                        | Parti du progrès (FrP)          | 9 273  | 16,57 | 0,47  | 1      | en stagnation | -      |
|                        | Parti socialiste de gauche (SV) | 6 215  | 11,10 | 6,74  | 0      | en stagnation | -      |
|                        | Parti du centre (Sp)            | 2 340  | 4,18  | 3,99  | 0      | en stagnation | -      |
|                        | Parti libéral (V)               | 2 188  | 3,91  | 0,76  | 0      | en stagnation | -      |
|                        | Autres                          | 1 692  | 3,02  | -     | 0      | -             |        |
|                        |                                 |        |       |       |        |               |        |
| Votes valides          | Votes valides                   | 55 974 | 99,54 |       |        |               |        |
| Votes invalides        | Votes invalides                 | 259    | 0,46  |       |        |               |        |
| Total                  | Total                           | 56 233 | 100   | -     | 4      | en stagnation | 0      |
| Abstention             | Abstention                      | 20 203 | 26,43 |       |        |               |        |
| Inscrits/Participation | Inscrits/Participation          | 76 436 | 73,57 |       |        |               |        |